# Pico Black Elk
O Pico Black Elk (em inglês:  Black Elk Peak, até 2016 chamado Harney Peak, em dacota: Hiŋháŋ Káǧa) é o ponto mais alto do estado do Dakota do Sul (Estados Unidos), com altitude de 2207 m. É também o ponto mais alto dos Estados Unidos a leste das Montanhas Rochosas. Fica na cordilheira denominada Black Hills (da qual é o ponto mais elevado), no condado de Pennington e a 6 km a oeste-sudoeste do monte Rushmore No topo há uma torre de observação de incêndios abandonada.
O seu nome foi alterado de Harney Peak para Black Elk Peak em homenagem ao ameríndio Black Elk.